# غزل نئوکلاسیک
غزل نئوکلاسیک (غزل نو کلاسیک) به گونه‌ای از غزل گفته می‌شود که از نظر شگردهای زبانی و مبانی اندیشگی، تا حد بسیار، به شعر نو نزدیک شده و در عین حال، قالب سنتی خود را حفظ کرده‌است.

## تاریخچه
از پی انقلاب مشروطه و بر اثر دگردیسی بنیادینی که در انواع  ادبیات صورت گرفت، غزل فارسی نیز پا به عرصه تازه‌تری گذاشت و قابلیتی برای بازتاب گسترده‌تر اندیشه‌های اجتماعی شد، چنان‌که می‌توان گفت این تحول، در تبارشناسی غزل امروز، از جایگاهی ویژه برخوردار است. این نگاه نو به ادبیات به‌طور عام، و به غزل به‌طور خاص، رویکرد فنی و اندیشگی تازه‌ای را در حوزه غزل پس از مشروطه دامن زد و شاعر معاصر، در سایه آن، به  نسبت دیگر ادوار شعر فارسی، به بیشترین دگرگونی در سطوح ساختاری و اندیشگی غزل دست یافت. حاصل این دگرگونه اندیشی نوعی است از غزل که از سال‌های آغازین دهه پنجاه تا به امروز ادامه داشته و از آن با عنوان غزل نومعتدل یا غزل نئوکلاسیک یاد می‌کنند. این جریان، پس از انقلاب ۵۷، به مانند عمده‌ترین جریان غزل فارسی معاصر به رشد و تکامل خود ادامه داد؛ چنانکه می‌توان گفت با عصر انقلاب اسلامی گره‌خوردگی ناگزیری دارد و آن را باید اصلی‌ترین جریان غزل این دوره قلمداد کرد.
غزل نئوکلاسیک، که به‌طور جدی از نیمه‌های دهه پنجاه آغاز شده بود، در سال‌های بعد، به دور از تکانه‌های حباب‌وار و فانتزی ادامه یافت. اصلی‌ترین ویژگی فرم بیرونیِ غزل‌های نوکلاسیک، تا مقطع انقلاب، نوآوری در سطح است، چراکه زیرساخت و معیارهای زیبایی شناسی در غزل نو کمتر دچار دگرگونیِ بنیادی شد و شاعران فقط به مدرنیزه ساختن ساحاتی از شکل ظاهری غزل پرداختند.
این نوع غزل مراحل تکامل خود را در دهه شصت پشت سر گذاشت، چنان که می‌توان اوج آن را در سال‌های پایانیِ این دهه دانست. ازآن پس، هرچند در دهه‌های بعد، همچنان در کارهای شاعران برجسته آن جریان (مانند منزوی، بهمنی و امین‌پور) ادامه یافت، با رویکرد نسل جوان به جریان مشهور به غزل مدرن، از اقبال جوان‌ترها به آن تا حدودی کاسته شد.
با ظهور شعر نو، بدون این‌که در زیرساخت‌ها و معیارهای زیباشناسی غزل نوین، دگرگونی بنیادی ایجاد شده باشد؛ به غزل نئوکلاسیک می‌رسیم که شاخص‌ترین نمود بیرونی آن، نوآوری در سطح و مدرنیزه کردن شکل ظاهری غزل است. محتوای غزل کهن فارسی را شامل چهار عنصر عشق، عرفان، تعلیم یا تعالی و قلندری است. در ادبیات پسامشروطیت، سیاست و مفاهیم نوینی از قبیل ملت، وطن، مسائل اجتماعی، روابط انسانی و طبیعت چاشنی تغزل هستند. با ظهور شعر نو، بدون این‌که در زیرساخت‌ها و معیارهای زیباشناسی غزل نوین، دگرگونی بنیادی ایجاد شده باشد؛ به غزل نئوکلاسیک می‌رسیم که شاخص‌ترین نمود بیرونی آن، نوآوری در سطح و مدرنیزه کردن شکل ظاهری غزل است. غزل کلاسیک، با ظهور سیمین بهبهانی- نیمای غزل- و حسین منزوی، با گذر از تبدل جوهری و شیفت پارادایمیک، به سرمنزل شکل امروزین خود رسیده است. اینک ما در سرزمین ایسم‌ها و مذهب‌های متنوع تغزل- غزل نئو کلاسیک، غزل روایی یا فرم، غزل پیشرو یا پست مدرن و...، مسافرانه، هویتی چهل‌تکه را در کاروانسرای ادبیات تجربه می‌کنیم

## بنیان‌گذاران
محسن پزشکیان، منوچهر نیستانی، فروغ فرخزاد، سیمین بهبهانی، علیرضا طبایی، حسین منزوی و محمدعلی بهمنی را می‌توان بنیانگذاران غزل نئوکلاسیک نامید.
- با بررسی آثار پزشکیان می‌توان وی را حلقه اتصال غزل بازگشتی و غزل نئوکلاسیک دانست. در کارنامه شعری پزشکیان، غزل‌هایی با ویژگی‌های ساختاریِ غزل نئوکلاسیک در کنار غزل‌های متمایل به زبان بازگشتی، دیده می‌شود و خوشبختانه تاریخ سرودن تعدادی از آن‌ها ذیل آن آمده و نشان می‌دهد قبل از چاپ اولین غزل‌های نیستانی و منزوی سروده شده‌اند. مانند غزلی سروده شده در خرداد ۱۳۴۸، با مطلعِ

| تو لاله‌ای و به دشت سراب می‌رویی |  | عروس شهر خیالی، به خواب می‌رویی |

یا غزل زیر، که سرودهٔ آذر ۱۳۴۹ است
| این بوی توست افسون صد افیون به خود آمیخته است امشب |  | این موی توست از برج شب رودابه وار آویخته است امشب |

یا غزل زیر، که سرودة بهمن ۱۳۴۹ است
| تو عطر محرم دشتی، نسیم عریانی |  | تو بوی باکرة خلوت بیابانی |

بدین ترتیب، شاید بتوان مدعی شد که برخی غزل‌های پزشکیان اولین رگه‌های نئوکلاسیک را در خود دارد.
- منوچهر نیستانی از چهره‌هایی است که حاصل شعرهایش غزل نئوکلاسیک است و عده‌ای او را آغازگر شعر نئوکلاسیک می‌دانند.
- فروغ فرخزاد بین اشعار خود تنها یک غزل دارد که همان تک غزل نیز قابل احترام و زیباست. این در صورتی است که فرخزاد تک غزل را در یک مسابقه و به‌صورت تفننی گفته‌است. تک‌غزل فروغ فرخزاد زبان معاصری است که در غزل گنجانده شده یعنی همان «غزل نئوکلاسیک» که هوشنگ ابتهاج خواست این راه را ادامه دهد اما به هدف خود نرسید.[نیازمند منبع]
- سیمین بهبهانی نخستین شاعری است که زبان و نگاه زنانه را در شکل‌ها و لحن‌ها و شخصیت‌های گوناگون همانند فاحشه، کولی و ... وارد غزل ایران کرد و ساختارشکنی ایشان تا آنجا ادامه یافت که توانست پایه‌گذار غزل نو ایران شود و به نیمای غزل و ملکه‌ی غزل ایران معروف شود و جریاناتی همانند غزل فرم، غزل روایی، غزل-داستان، غزل مینی مال، غزل پیشرو، غزل پست مدرن و … همه ادامه‌دهندهٔ طبیعی جنبشی بود که از سیمین بهبهانی آغاز شد و شاکلهٔ غزل نو را سامان داد.

- علیرضا طبایی افزون بر سرودن غزل‌هایی با دیدگاه و زبان نو، در مقام مسئول صفحات شعر مجله جوانان امروز، زمینه فعالیت و معرفی نسلی از بهترین غزل‌سرایان معاصر را طی دهه‌های چهل و پنجاه خورشیدی فراهم کرد.
- شعر منزوی به دلیل طبیعی بودن توانست زبان معاصر در غزل را جای دهد.[۳]